# I. e. 4
Évszázadok: i. e. 2. század – i. e. 1. század – 1. század
Évtizedek: i. e. 50-es évek – i. e. 40-es évek – i. e. 30-as évek – i. e. 20-as évek – i. e. 10-es évek – i. e. 1-es évek – 1-es évek – 10-es évek – 20-as évek – 30-as évek – 40-es évek
Évek: i. e. 9 – i. e. 8 – i. e. 7 – i. e. 6 –  i. e. 5 – i. e. 4 – i. e. 3 – i. e. 2 – i. e. 1 – Nulladik év – 1

## Események

### Római Birodalom
- Caius Calvisius Sabinust és Lucius Passienus Rufust választják consulnak.
- Jeruzsálemben farizeus papok által feltüzelt fiatalok leverik a római sast a Templom kapujáról. A nagybeteg Heródes kivégezteti a felelősöket és előző évben bebörtönöztetett fiát, Antipatroszt is.
- Meghal Heródes. Utóda fia, Heródes Arkhelaosz, de Augustus császár nem hagyja jóvá királyi kinevezését, csak ethnarkészi rangot kap. Öccsei, Heródes Antipász és Philipposz tetrarkhészi rangban részesülnek, Heródes nővére, Salome pedig toparkhész lesz Gázában.
- Heródes halálát követően messianisztikus zavargásokra kerül sor Jeruzsálemben. Publius Quinctilius Varus syriai helytartó három légióval helyreállítja a rendet és kétezer zsidót keresztre feszíttet.

### Japán
- Megalapítják az iszei nagyszentélyt.

## Születések
- Jézus, zsidó vallási vezető, akit a kereszténység az alapítójának tart [1]
- Lucius Annaeus Seneca, római filozófus, államférfi

## Halálozások
- Nagy Heródes, júdeai király
- Antipatrosz, Heródes fia
- Marcus Tullius Tiro, Cicero titkára, az első gyorsírás feltalálója

## Fordítás
- Ez a szócikk részben vagy egészben  a(z)   4 av. J.-C. című francia Wikipédia-szócikk ezen változatának fordításán alapul.  Az eredeti cikk szerkesztőit annak laptörténete sorolja fel. Ez a jelzés csupán a megfogalmazás eredetét és a szerzői jogokat jelzi, nem szolgál a cikkben szereplő információk forrásmegjelöléseként.